# Благовещенка (Кемеровская область)
Благове́щенка — село в Мариинском районе Кемеровской области. Является административным центром Благовещенского сельского поселения.

## География
Центральная часть населённого пункта расположена на высоте 152 метров над уровнем моря.

## Население
По данным Всероссийской переписи населения 2010 года, в селе Благовещенка проживает 1147 человек (594 мужчины, 553 женщины).

## История
Село Благовещенка — не самое старое селение Мариинской земли. 7 апреля 2009 года оно отметило своё 145-летие. По сведениям Томского архива и согласно картосхеме, в 1859 году его ещё не было, но здесь было поселение старообрядцев-кержаков, которые переселились из Вятской губернии с реки Кержанец. Они жили там, где река Альбедет делает поворот на север, в так называемом Кержацком крае села.
По рассказам старожилов, первые переселенцы появились здесь уже в 1861 году, после отмены в России крепостного права. Имеется упоминание про 1849 год, но по архивным данным, село было построено в 1864 году, именно с этого времени на юго-востоке Западной Сибири в стороне от Сибирского тракта на карте Кемеровской области обозначено наше село.
В феврале 1861 года 18 семей из Оренбурга отправились в Сибирь в поисках лучшей доли. Среди первых переселенцев были семьи Седовых, Кузнецовых, Сусликовых, Нефёдовых, Селезнёвых, Белкиных, Сомовых, Лабыгиных, Козловых, Слесаревых, Шульгиных, Яркиных, Торсуковых, Чиковых. Ехали на телегах очень долго, приехали только осенью. Жить было негде, их приютили у себя жители Колеула и Тенгулов. Пережив тяжелую зиму, стали искать место для строительства домов и выбрали участок на высоком берегу реки Альбедет рядом с поселением кержаков. Первые дома были поставлены в конце марта — начале апреля возле реки, улица была названа Речной.
Чтобы обустроить пашни, приходилось много трудиться: корчевали лес, распахивали поля вручную и на лошадях. Выращивали пшеницу и рожь, сеяли лён и коноплю, из которых ткали холсты и шили одежду. Все женщины занимались рукоделием: пряли и ткали, шили, вышивали, вязали, плели кружева. Во многих семьях до сих пор хранятся вышитые подзоры, полотенца, ковры, салфетки. Настоящими мастерицами по вышиванию были эстонки, их работы и сейчас выглядят великолепно. В 1914 году эстонские семьи были высланы в Сибирь и поселились в Благовещенке.
В 1864 году в селе была поставлена церковь Благовещенья Пресвятой Богородицы, при церкви была открыта школа. Ребятишек обучали батюшка и один учитель.
В деревне обосновался купец Иван Полуэктов, имевший лавку и мельницу. Были и другие богатые жители: Мельниковы, Жилины, Зубковы, Слесаревы. Крестьяне возили продукты в Мариинск на ярмарку, ярмарки устраивались и в Благовещенке. Зимой, когда в селе не было работы, многие мужчины ходили на шахту «Мехельсона» в город Анжеро-Судженск, а также занимались разными ремёслами: сапожничали, плотничали, рубили избы и стайки, занимались резьбой по дереву, лепили из глины плошки и горшки. Недалеко от Благовещенки около реки Берикуль есть залежи голубой глины очень хорошего качества, из неё мастерили и детские игрушки, и свистульки.
Жители села участвовали в становлении колхоза, затем совхоза. Совхоз «Благовещенский» объединял в своём составе много деревень: Колеул, Тенгулы, Обояновку, Мироновский, Благовещенский, Ивановский выселы, Ягодный, Лесную дачу, Алексеевку. В селе были пенькозавод, кирпичный и конопляный заводы, МТС, кузница.
Во время ВОВ на территории села был госпиталь для раненых (п/я № 20), многие женщины трудились в нём санитарками, выхаживали тяжелораненых солдат. В 1948 году госпиталь был переименован в Благовещенский дом-интернат для инвалидов, ведь после войны их было много, здесь содержались и дети-инвалиды.
Сто сорок четыре наших земляка во время Великой Отечественной войны отдали свою жизнь за свободу Родины. Благовещенцы чтут память о них, в центре села, на площади, в 1981 году был воздвигнут мемориал героям, погибшим в боях. Ранее стоял памятник, сделанный нашим односельчанином, мастером-самоучкой Цуро Георгием Сергеевичем.

## Жизнь в настоящее время
Сейчас наше село переживает не лучшие времена. С распадом совхоза очень много безработных. Но всё же село живёт. На его территории функционируют четыре частных фермерских хозяйства: КФК Белкин В. В., КФХ Горлов А. А., КФК Ефремов Н. В., КФК Дементьев В. Жители села продолжают трудиться на полях, выращивают хлеб.
В селе много детей, продолжают работать детский сад и школа, где трудятся замечательные педагоги. В школу организован подвоз детей на двух автобусах из населенных пунктов Колеул, Обояновка, Тенгулы. Сельский клуб проводит работу с молодёжью. Здесь проходят тематические вечера, праздники, дискотеки. Работают детские кружки: фольклорный «Солнышко», театральный «Мальвина», «Домисолька», «Очумелые ручки»; фотостудия «Юный фотограф»; созданы клубы по интересам для разных возрастных категорий: «Ровесник», «Очаг», «Изабелла», «Ветеран», «Здоровье», «Спортклуб». При клубе создан ансамбль «Сибирячка», которым руководит Путиенко В. Н. В 2009 году ансамбль отметит свой 30-летний юбилей. Коллектив ансамбля «Сибирячка» активно участвует во всех праздничных мероприятиях села и фестивалях районного масштаба. Продолжает работать библиотека. В 2009 году она стала победителем конкурса «Лучшая сельская библиотека».
В селе шесть магазинов (четыре из них принадлежат частным предпринимателям, два магазина потребкооперации), есть почта, сберкасса, дорожный участок, амбулатория, специальный дом-интернат для престарелых и инвалидов. Неподалёку находится река Кия, отдыхающие часто приезжают погреться на песке и покупаться. В самой деревне есть лишь одна пригодная для плаванья речка Альбедет. Местные жители живут рыбалкой, охотой, подсобным хозяйством и работают вахтовым методом на северах Западной Сибири.